# Juan Manuel Leguizamón
Juan Manuel Leguizamón (Santiago del Estero, 6 giugno 1983) è un rugbista a 15 argentino, terza linea dei Seattle Seawolves in Major League Rugby.

## Biografia
Proveniente da Santiago del Estero, vicino Tucumán, Leguizamón crebbe sportivamente nel San Isidro Club, nella cui prima squadra esordì a 18 anni; si mise in luce a livello internazionale esordendo per i Pumas nel 2005, anno in cui divenne professionista e fu ingaggiato in Inghilterra dai London Irish.
Con il club neroverde giunse fino alla finale di Challenge Cup 2005-06, poi persa contro il Gloucester; l'anno seguente partecipò alla Coppa del Mondo di rugby 2007, giungendo terzo assoluto con l'Argentina.
Nel 2008 fu ingaggiato dai parigini dello Stade français con cui rimase tre stagioni; a seguire fu al Lione dal giugno 2011 e, nel settembre successivo, prese parte alla Coppa del Mondo in Nuova Zelanda.
Dopo un ulteriore quadriennio lasciò la Francia per tornare in patria, avendo accettato l'offerta della Federazione argentina di giocare, per il 2016, per la nuova formazione ammessa al Super Rugby, che successivamente prese il nome di Jaguares.
Partecipò alla Coppa del Mondo di rugby 2015 in Inghilterra giungendo al quarto posto con l'Argentina.
Nel 2014 fu, inoltre, invitato dai Barbarians, per i quali giocò come capitano, in occasione di un'amichevole a Twickenham contro l'Inghilterra.

## Palmarès
- Campionati sudamericani: 1
Argentina: 2006